# Sigfrid Linnér
Sigfrid Nathanael Linnér, född 13 september 1877 i Bäckaby församling, Jönköpings län, död 13 januari 1963 i Uppsala domkyrkoförsamling, var en svensk landshövding, (opolitisk) statsråd och riksdagsman (Högerpartiet). 
Sigfrid Linnér avlade juris kandidatexamen vid Uppsala universitet 1900 och fick därefter tjänst vid Svea hovrätt som fiskal. Han hade även tjänst som sekreterare vid svensk-norska skiljedomstolen i renbetesfrågor. 1911 utsågs han till expeditionschef vid civildepartementet och året därpå hovrättsråd.
Den 17 februari 1914 blev Linnér konsultativt statsråd och 30 mars 1917 regeringsråd. Åren 1923–1930 var han landshövding i Jämtlands län, och i Uppsala län 1931–1943. Under tiden i Uppsala valdes han in i andra kammaren för Uppsala läns valkrets (1933–1936) där han bland annat var vice ordförande i lagutskottet. År 1939 valdes han in i första kammaren för Stockholms läns och Uppsala läns valkrets, där han stannade till 1946. Sigfrid Linnér var även ordförande i flera statliga kommissioner och blev 1935 ledamot av Kungliga Lantbruksakademien.
Han var son till kyrkoherde Axel Linnér och Hulda Eneroth. Linnér var från 1914 gift med Elisabeth Geijer (1884–1971) född i släkten Geijer, dotter till häradshövding Ernst Geijer och Amelie von Heijne. Makarna Linnér är begravda på Uppsala gamla kyrkogård.

## Utmärkelser
- Konung Gustaf V:s jubileumsminnestecken med anledning av 70-årsdagen, 1928.[4]
- Kommendör med stora korset av Nordstjärneorden, 6 juni 1923.[5]
- Kommendör av första klassen av Nordstjärneorden, 5 juni 1915.[6]
- Riddare av Nordstjärneorden, 1911.[7]
- Storofficer av Nederländska Oranien-Nassauorden, senast 1915.[8]